# Bien dans ma vie
Pour l’article homonyme, voir Bien dans ma vie !.
Bien dans ma vie est une émission de télévision française diffusée sur M6 entre le 20 septembre 2008 et le 17 octobre 2009 et présentée par Péri Cochin.

## Diffusion
Du 20 septembre 2008 au 11 octobre 2008, l'émission était diffusée le samedi à 11h50. 
Depuis le 18 octobre 2008, elle est désormais diffusée à 17h00.

## Principe
Ce magazine féminin est consacré à la beauté, la mode, la vie pratique et le bien-être au sens large.

## Chroniqueur
Péri Cochin est entourée de 4 chroniqueurs :
- Émilie Albertini
- Zita Lotis-Faure
- Emmanuelle Rota
- Antoine Dufeu.